# Celia Barboza
Celia Barboza (La Paloma, Rocha, 1976) és una surfista, professora d'educació física i instructora de surf uruguaiana.
És campiona uruguaiana de surf, membre de l'Equip Nacional de Surfing i escriptora de la Unión de Surf del Uruguay (USU). Guanyadora el 1995, 1996, 1997, 1998, 1999, 2000, 2006 i 2009 del Circuit Nacional de Surfing de la Unión de Surf del Uruguay, medalla de bronze en un Panamericano de Mar del Plata. Va ser cinquena al Mundial Master de Surf que es va disputar a Equador, representant a Uruguai, aconseguint així el millor resultat de surf a la història uruguaiana en un mundial de l'Asociación Internacional de Surf.